# エタナ
エタナ（Etana）は、古代メソポタミア、シュメール初期王朝時代のキシュ第1王朝の伝説的な王。

## エタナ伝説
シュメール王名表によれば彼は1500年間在位した。同王名表には「牧人、天に昇りし者。全国土を固めし者」と注釈がついている。伝説によればエタナは跡継ぎが得られなかったために天界にあるという生誕の草を捜し、太陽神ウトゥ（アッカド語ではシャマシュ）に生誕の草を求めた。その後ウトゥ神の教えによって蛇との約束を破ったために、ウトゥの罰により重傷を負った鷲を助けた。鷲はお礼としてエタナを背に乗せ女神イナンナ（アッカド語ではイシュタル）に生誕の草を求められるようエタナを運ぶことを提案し、エタナは天に昇ろうとした。しかし、海すら見分けられないほどの高さまで昇ったエタナはその高さを恐れ地上へ舞い戻った。地上に戻ったエタナは自分が無事に天界に着くという夢を見て、これを自分は天界へ行くべきであるという神託であると判断した。再び鷲の背に乗って天に昇ったエタナは天界の門に到着した。
現存する叙事詩はこれ以降の部分が欠落しており、彼のその後の行動については知られていない。
この神話の結末については、その後彼の息子バリフが王位を継いだという記述があることから、生誕の草を探す冒険は成功したという説と、ギリシア神話におけるイカロスの説話と類似する展開が予測されるとして、天空から落下死するという説がある。
彼以前のキシュ第1王朝の王達に関する説話がほとんど残されていないことと、彼らの名前が不自然（カリブム（アッカド語で犬の意）、ズカキプ（アッカド語で蠍の意）など。）なことから実際には彼がキシュ第1王朝の創始者ではないかとする説もある。
エタナ王に関する説話はシュメール以降のメソポタミアでも知られた説話であり、円筒印章の図になっていたり、各時代時代の翻訳版が存在していたりしている。なお、彼の在位年を635年とする記録もある。